# Kröhnkite
La kröhnkite (anche kroehnkite - simbolo IMA: Khk) è un minerale raro della classe dei "solfati (inclusi selenati, tellurati, cromati, molibdati e tungstati)" con la composizione chimica Na2Cu[SO4]2·2H2O, cioè è un solfato di sodio-rame idrato.

## Etimologia e storia
Il minerale è stato scoperto per la prima volta in una miniera di rame a cielo aperto vicino a Chuquicamata (miniera di Chuquicamata) nel deserto cileno di Atacama, che è stato venduto da lì come solfato rameico. Tuttavia, il chimico e poi console tedesco in Cile Berthold Kröhnke notò il colore blu insolitamente chiaro dei cristalli; portò quindi con sé alcuni cristalli, li analizzò e trasmise i risultati delle sue analisi e alcune descrizioni del minerale in una lettera a Ignacy Domeyko nel 1875. Fu in grado di confermare i risultati della ricerca di Kröhnke e chiamò il nuovo minerale come il suo primo descrittore, anche se scrisse alternativamente il suo nome Krönke e Kronnke.
Ludwig Darapsky corresse il nome del minerale nel 1889 nel suo riassunto della corrispondenza in kröhnkite, poiché riteneva che questa ortografia fosse quella corretta.

## Classificazione
Già nell'obsoleta, ma in parte ancora in uso, ottava edizione della sistematica minerale secondo Strunz, la kröhnkite apparteneva alla classe minerale dei "solfati (selenati, tellurati, cromati, molibdati e tungstati)" e lì alla sottoclasse dei "solfati contenenti acqua, senza anioni estranei", dove insieme alla goldichite formava il "Gruppo kröhnkite-goldichite" con il sistema nº VI/C.16 e l'altro membro, la ferrinatrite.
Anche la 9ª edizione della sistematica minerale di Strunz, valida dal 2001 e utilizzata dall'Associazione Mineralogica Internazionale (IMA), classifica la kröhnkite nella classe "7.C Solfati (selenati, etc.) senza anioni aggiuntivi, con H2O"; questa è ulteriormente suddivisa in base alla dimensione relativa dei cationi coinvolti, in modo che il minerale possa essere trovato nella suddivisione "7.CC Con cationi di media e grande dimensione" in base alla sua composizione, dove è l'unico membro a formare il gruppo senza nome 7.CC.30.
La classificazione dei minerali Dana, utilizzata principalmente nel mondo anglosassone, classifica la kröhnkite nella classe dei "solfati, cromati e molibdati" e lì nella sottoclasse degli "acidi e solfati idrati". Qui è l'unico membro del gruppo senza nome 29.03.02 all'interno della suddivisione "Acidi e solfati idrati con (A+)2B(XO4)2 • x(H2O)".

## Abito cristallino
La kröhnkite cristallizza nel sistema monoclino nel gruppo spaziale P21/c (gruppo nº 14) con i parametri reticolari a = 5,81 Å, b = 12,66 Å, c = 5,52 Å e β = 108,3°, oltre a due unità di formula per cella unitaria.
La struttura cristallina della kröhnkite è costituita da ottaedri CuO4(H2O) collegati agli angoli e tetraedri SO4 infilati parallelamente lungo [001] a catene. Queste catene sono collegate tramite poliedri Na[7] e legami idrogeno.

## Caratteristiche chimico-fisiche
Davanti al cannello a soffiatura, la kröhnkite crepita e si scioglie in una massa verde che si frantuma dopo il raffreddamento. Il minerale è facilmente solubile in acqua, la soluzione reagisce come un acido.
Con una durezza Mohs da 2,5 a 3, la kröhnkite è uno dei minerali da morbidi a medio-duri che possono essere facilmente graffiati con una moneta di rame, simile al minerale di riferimento calcite (durezza 3).

## Origine e giacitura
La kröhnkite si forma secondariamente nella zona di ossidazione dei giacimenti di rame, preferibilmente in condizioni climatiche molto secche. I minerali di accompagnamento possono includere antlerite, atacamite, blödite, calcantite e natrocalcite.
Essendo una formazione minerale rara, la kröhnkite è stata rilevata solo in pochi siti, anche se alla data del 2014 ne sono noti circa 20. Oltre alla sua località tipo, la Miniera di Chuquicamata, il minerale è stato trovato in Cile in altri pozzi nell'area intorno a Chuquicamata e Calama, nonché vicino a Mejillones e in diversi pozzi vicino a Caracoles.
In Italia la kröhnkite è stata trovata nel complesso minerario dei monti Somma e Vesuvio (in Campania) e nella miniera di Punta Calamita nei pressi di Capoliveri (isola d'Elba, in Toscana).
L'unico sito conosciuto in Austria è un cumulo di scorie vicino a Walchen (comune di Öblarn) in Stiria.
Altre località includono Argentina, Australia, Cina, Grecia, Italia, Romania, Ungheria, Inghilterra nel Regno Unito (UK) e California e Virginia negli Stati Uniti d'America (USA).

## Forma in cui si presenta in natura
La kröhnkite di solito sviluppa cristalli prismatici o pseudo-ottaedrici da corti a lunghi, ma si presenta anche sotto forma di croste fibrose e aggregati densi. I cristalli da trasparenti a traslucidi sono di colore da azzurro cielo a azzurro o blu verdastro e hanno una brillantezza simile al vetro. Lo striscio della kröhnkite è bianco.